# 1951年のインディ500
第35回インターナショナル500マイル・スィープステークス (35th International 500-Mile Sweepstakes) は1951年5月30日（水）にインディアナポリス・モーター・スピードウェイで開催された。本レースは1951年のAAAナショナル・チャンピオンシップ・トレイルの1戦として開催された。また、1951年のF1世界選手権の第2戦としても行われ、世界選手権ポイントが与えられた。
2年連続でヨーロッパを拠点とするF1チームのエントリーはな無かった。
1949年にクラッシュで重度の火傷を負い、1950年に出場できなかったデューク・ナロンがポールポジションを獲得し、復活を遂げた。
多くのトラブルが発生し、完走車両は8台のみであった。優勝したリー・ウォラードの車はブレーキを失い、排気管が破損し、ショックアブソーバーのマウントも壊れていた。耐えがたく不愉快な乗り心地に加え、ウォラードはホウ砂の水溶液に浸して作成された耐火服を身につけていた。下着を着けていなかったため、ウォラードは重度の擦り傷を負い、優勝の祝賀走行の後病院での治療が必要であった。彼はレースの間に15ポンドは痩せたと見積もられた。
ウォラードの車両は出場車両の中で最も小さい排気量であった。レースのおよそ1週間後、ウォラードはペンシルベニア州レディングで激しい火傷を負い、そのため事実上プロとしてのレース経歴を終わらせることとなった。
3度の優勝経験を持つマウリ・ローズは、自身15回目のインディ500において126ラップ目にクラッシュし宙返りした。クラッシュの後リタイアとなったが、今回が彼にとって最後のインディ500となった。

## タイムトライアル
タイムトライアルは6日間が予定された。しかしながら雨のため7日目に予選が行われることとなった。.
- 5月12日（土） - タイムトライアル、ポールデイ
- 5月13日（日） - タイムトライアル2日目
- 5月19日（土） - タイムトライアル3日目
- 5月20日（日） - タイムトライアル4日目
- 5月26日（土） - タイムトライアル5日目
- 5月27日（日） - タイムトライアル6日目 (rained out)
- 5月28日（月） - タイムトライアル7日目 (rain makeup day)

## 決勝
| 順位 | グリッド | No | ドライバー                            | コンストラクター                        | 予選速度 | 予選速度順位 | 周回 | ラップリード | タイム/リタイア理由 | ポイント |
| ---- | -------- | -- | ------------------------------------- | --------------------------------------- | -------- | ------------ | ---- | ------------ | ------------------- | -------- |
| 1    | 2        | 99 | リー・ウォラード                      | カーティス・クラフト-オッフェンハウザー | 135.03   | 5            | 200  | 159          | 3:57:38.05          | 9        |
| 2    | 7        | 83 | マイク・ナザルク                      | カーティス・クラフト-オッフェンハウザー | 132.18   | 26           | 200  | 0            | + 1:47.24           | 6        |
| 3    | 3        | 9  | ジャック・マクグラース マニー・アユロ | カーティス・クラフト-オッフェンハウザー | 134.3    | 8            | 200  | 11           | + 2:51.39           | 2        |
| 4    | 31       | 57 | アンディ・リンデン                    | シャーマン-オッフェンハウザー           | 132.22   | 25           | 200  | 0            | + 4:40.12           | 3        |
| 5    | 29       | 52 | ボビー・ボール                        | シュレーダー-オッフェンハウザー         | 134.09   | 9            | 200  | 0            | + 4:52.23           | 2        |
| 6    | 17       | 1  | ヘンリー・バンクス                    | ムーア-オッフェンハウザー               | 133.89   | 12           | 200  | 0            | + 5:40.02           |          |
| 7    | 24       | 68 | カール・フォーバーグ                  | カーティス・クラフト-オッフェンハウザー | 132.89   | 22           | 193  | 0            | + 7 Laps            |          |
| 8    | 4        | 27 | デュアン・カーター                    | デイト-オッフェンハウザー               | 133.74   | 15           | 180  | 0            | + 20 Laps           |          |
| 9    | 9        | 5  | トニー・ベッテンハウゼン              | デイト-オッフェンハウザー               | 131.95   | 29           | 178  | 0            | スピン              |          |
| 10   | 1        | 18 | デューク・ナロン                      | カーティス・クラフト-ノヴィ             | 136.49   | 2            | 151  | 0            | リタイア            |          |
| 11   | 22       | 69 | ジーン・フォース                      | カーティス・クラフト-オッフェンハウザー | 133.1    | 20           | 142  | 0            | エンジン            |          |
| 12   | 12       | 25 | サム・ハンクス                        | カーティス・クラフト-オッフェンハウザー | 132.99   | 21           | 135  | 0            | エンジン            |          |
| 13   | 16       | 10 | ビル・シンドラー                      | カーティス・クラフト-オッフェンハウザー | 134.03   | 11           | 129  | 0            | エンジン            |          |
| 14   | 5        | 16 | マウリ・ローズ                        | デイト-オッフェンハウザー               | 133.42   | 18           | 126  | 0            | アクシデント        |          |
| 15   | 14       | 2  | ウォルト・フォールクナー              | クズマ-オッフェンハウザー               | 136.87   | 1            | 123  | 0            | エンジン            |          |
| 16   | 27       | 76 | ジミー・デイヴィス                    | パウル-オッフェンハウザー               | 133.51   | 17           | 110  | 25           | アクセル            |          |
| 17   | 11       | 59 | フレッド・アガバシアン                | カーティス・クラフト-オッフェンハウザー | 135.02   | 6            | 109  | 0            | クラッチ            |          |
| 18   | 15       | 73 | カール・スカボロー                    | カーティス・クラフト-オッフェンハウザー | 135.61   | 4            | 93   | 0            | 火災                |          |
| 19   | 33       | 71 | ビル・マッキー                        | ホール-オッフェンハウザー               | 131.47   | 32           | 97   | 0            | クラッチ            |          |
| 20   | 19       | 8  | チャック・スティーヴンソン            | マルケーゼ-オッフェンハウザー           | 133.76   | 14           | 93   | 0            | 火災                |          |
| 21   | 8        | 3  | ジョニー・パーソンズ                  | カーティス・クラフト-オッフェンハウザー | 132.15   | 27           | 87   | 0            | マグネトー          |          |
| 22   | 10       | 4  | セシル・グリーン                      | カーティス・クラフト-オッフェンハウザー | 131.89   | 31           | 80   | 5            | エンジン            |          |
| 23   | 6        | 98 | トロイ・ラットマン                    | カーティス・クラフト-オッフェンハウザー | 132.31   | 24           | 78   | 0            | エンジン            |          |
| 24   | 32       | 6  | デューク・ディンスモア                | シュレーダー-オッフェンハウザー         | 131.97   | 28           | 73   | 0            | オーバーヒート      |          |
| 25   | 28       | 32 | チェット・ミラー                      | カーティス・クラフト-ノヴィ             | 135.79   | 3            | 56   | 0            | イグニッション      |          |
| 26   | 13       | 44 | ウォルト・ブラウン                    | カーティス・クラフト-オッフェンハウザー | 131.9    | 30           | 55   | 0            | マグネトー          |          |
| 27   | 25       | 48 | ロジャー・ワード                      | ブロウム-オッフェンハウザー             | 134.86   | 7            | 34   | 0            | オイルパイプ        |          |
| 28   | 18       | 23 | クリフ・グリフィス                    | カーティス・クラフト-オッフェンハウザー | 133.83   | 13           | 30   | 0            | アクセル            |          |
| 29   | 20       | 81 | ビル・ブコビッチ                      | トレヴィス-オッフェンハウザー           | 133.72   | 16           | 29   | 0            | オイル漏れ          |          |
| 30   | 21       | 22 | ジョージ・コナー                      | レソヴスキー-オッフェンハウザー         | 133.35   | 19           | 29   | 0            | トランスミッション  |          |
| 31   | 23       | 19 | マック・ヘリングス                    | デイト-オッフェンハウザー               | 123.92   | 33           | 18   | 0            | エンジン            |          |
| 32   | 26       | 12 | ジョニー・マクドウェル                | マセラティ-オッフェンハウザー           | 132.47   | 23           | 15   | 0            | 燃料漏れ            |          |
| 33   | 30       | 26 | ジョー・ジェームズ                    | ワトソン-オッフェンハウザー             | 134.09   | 10           | 8    | 0            | トランスミッション  |          |

## 注
- ポールポジション：デューク・ナロン - 4:23.74
- 最速リードラップ：- リー・ウォラード 1:07.26[3]
- アユロ（100周）とマクグラース（100周）は車両を共有した。3位のポイントは両名で分けられた。

## 第2戦終了時点でのランキング
|    | 順位 | ドライバー                   | ポイント |
| -- | ---- | ---------------------------- | -------- |
|    | 1    | ファン・マヌエル・ファンジオ | 9        |
| 20 | 2    | リー・ウォラード             | 9        |
| 1  | 3    | ピエロ・タルッフィ           | 6        |
| 18 | 4    | マイク・ナザルク             | 6        |
| 2  | 5    | ニーノ・ファリーナ           | 4        |

- 注：トップ5のみ表示。ベスト4戦のみがカウントされる。

## 参照
1. ↑  Van Camp's Pork & Beans Presents: Great Moments From the Indy 500 - Fleetwood Sounds, 1975
2. 1 2 3  The Talk of Gasoline Alley - 1070-AM WIBC/Network Indiana, May 17, 2007
3. ↑  Lang, Mike (1981). Grand Prix! Vol 1. Haynes Publishing Group. p. 29. ISBN 0-85429-276-4

- Unless otherwise indicated, all race results are taken from “The Official Formula 1 website”. 2007年6月5日閲覧。

| 前戦 1951年スイスグランプリ | FIA F1世界選手権 1951年シーズン | 次戦 1951年ベルギーグランプリ |
| 前回開催 1950年インディ500  | インディ500                     | 次回開催 1952年インディ500    |